# Yossi Sarid
Yossi Sarid (en hebreo: יוסי שריד‎; Rejovot, 24 de octubre de 1940-Tel Aviv, 4 de diciembre de 2015) fue un político y periodista israelí. Sarid fue miembro del partido Meretz en el Knéset.
Sarid contaba con estudios de maestría en ciencias políticas por la La Nueva Escuela de Nueva York. Dominaba el inglés, además; escribía para el Haaretz.